# Megörökölt gyalázat
Az Megörökölt gyalázat egy 2022-ben bemutatott tényfeltáró dokumentumfilm, amely azoknak az áldozatoknak a gyerekeiről és unokáiról szól, akik elszenvedték a szovjet katonák magyar nőkkel szembeni brutalitását, valamint arról, hogy dolgozták fel sikeresen vagy sikertelenül a traumát. A 2013-as Elhallgatott gyalázat című dokumentumfilm folytatásaként készült.
A háborúban egyfajta hadviselési formának számít a nők megerőszakolása, de talán a legbrutálisabbak e tekintetben a Magyarországot 1945-ben megszálló szovjet katonák voltak. A korabeli nemibeteg-gondozók adatai szerint több százezer magyar nőt erőszakoltak meg. A szovjet katonák által elkövetett gyalázat ugyan köztudott, mégis mindenki hallgat róla; az erőszakról az áldozatok sem akarnak beszélni, sokszor még a családtagjaik előtt is titokban tartották.
Pintér Jolán, a Gulág Alapítvány vezetője édesanyjától, Pintér Károlyné Rohr Magdolnától örökölte ezt a szervezetet. Rohr Magdolnát tizenöt évesen megerőszakolták a szovjet katonák, ezután egy évvel, tizenhat évesen pedig politikai elítéltként a Gulagra hurcolták, majd kilenc évig szenvedett és raboskodott ott. Bár Jolán szüleit 1960-ban rehabilitálták a kommunisták, 1990-ig csak megtűrt elemei voltak a társadalomnak. Szülei halála után, Pintér Jolán folytatja a szülei munkáját és fáradhatatlanul tesz azért, hogy a múlt megismerhetővé váljon a jövő generációja számára.
A filmet, amelynek középpontjában a szovjet katonák által szexuálisan kizsákmányolt lányok, asszonyok története áll, Skrabski Fruzsina és Kiss Sándor rendezte, a producere pedig Skrabski Fruzsina volt. A film bemutatóját 2022. december 8-án tartották az Uránia Nemzeti Filmszínház Dísztermében, majd 2023. február 22-én a Magyar Televízió is az M5 csatornán.

## A film témája
Minden történet ugyanúgy kezdődött: az ártatlan civilek az átvonuló hadsereg elől a pincébe, padlásra menekültek, a lányok elcsúfitották magukat, hogy ne legyenek kívánatosak. Aztán hirtelen megjelentek az ajtóban a részeg katonák és pillanatok alatt elragadták a nőket. Az áldozatok között volt, aki később beleőrült a szégyenbe vagy belehalt az erőszak okozta sérülésekbe.
A téma első tudományos feldolgozását a film egyik szakértője, Pető Andrea végezte el. Az orvosi adatok szintén az ő kutatásából származnak.
A nemi erőszak nem okoz szexuális örömöt, az erőszak a hatalomról, a győzelemről szól, amit a legkönnyebb fegyvertelen és gyenge nőkkel szemben gyakorolni. A győztes hadsereg ráadásul még több mint negyven évig itt maradt és felszabadítóként ünnepeltették magukat.
Az áldozatoknak titkolniuk kellett a történetüket, mert különben őket büntethették meg. Sokan még most is titokban tartják a történteket, ráadásul jogilag sosem sem vonták felelősségre azokat, akik ezt elkövették.
Pintér Károlyné Rohr Magdolnát tizenöt évesen erőszakolták meg a szovjet katonák, majd egy évvel a nemi erőszak után, 16 évesen politikai elítéltként elhurcolták a Gulagra, ahol kilenc évig szenvedett és volt börtönben. A táborban ismerkedett meg leendő férjével, Pintér Károllyal. Lányuk, Jolán, hazatérésükkor fogant. Ez szinte csodaszámba ment, mert a legtöbb gulág fogoly a nélkülözés és a kínzás következtében terméketlenné vált.
Bár Jolán szüleit 1960-ban rehabilitálták a kommunisták, 1990-ig csak a társadalom megtűrt elemei voltak.
Igazi életük a rendszerváltás után kezdődött, amikor társaikkal, köztük Rózsás Jánossal (aki Szolzsenyicin fogolytársa volt, és könyvet is írt a fogságról) megalapították a Gulag Alapítványt. A film egyik érdekes témája, hogy a rendszerváltás után milyen jövő várt a kommunista korszakban megkínzottakra.
Bár végre békében emlékezhettek, az egykori raboknak mégis nagy szegénységben kellett élniük. Rohr Magdolna volt az első, aki szót mert szólni a szovjet táborokról, Sára Sándor Magyar nők a Gulagon című filmjében is szerepel. Ezt a munkát folytatja tovább Pintér Jolán.

## Rohr Magdolna
Rohr Magdolna, Pintér Károlyné (Bátaszék, 1928. december 24. – 2007.) Gulag-túlélő, az Alapítvány a Gulagokban Elpusztultak Emlékének Megörökítésére alapítója.

### Letartóztatása és elítélése
1945. szeptember 23-án, még tizenhét éves kora előtt a szovjet katonai elhárítás két embere letartóztatta és elvitte. Mint a kihallgatás során kiderült, a „bűne” mindössze annyi volt, hogy korábban megismerkedett Herczeg Istvánnal, aki 1945 nyarán disszidálni akart, de elfogták. Mivel a fiú jegyzetfüzetében szerepelt Rohr Magdolna, Marczin Borbála és Tiefenbeck Kornél neve, a fiatalokat négyszemélyes bűnszövetkezetnek tekintették, amelynek tagjait kémkedéssel, hazaárulással és a szovjetek elleni szervezkedéssel vádolták. Először egy Üllői úti laktanyában, majd Szombathelyen, végül az ausztriai Kismartonban tartották fogva. Mivel az ostrom alatt a bevonuló orosz katonák megerőszakolták, rettegésében mindent aláírt.
1946. január 31-én a 7. Szovjet Gárdahadsereg katonai törvényszéke tízévi, javító-nevelő munkatáborban letöltendő szabadságvesztésre ítélte a társaival együtt. Mivel az orosz nyelvű tárgyaláson tolmács nem volt, kézzel mutatták nekik a tíz évet.

### A Gulagon
Februárban bevagonírozták őket, és három és fél hétig tartó úton Lembergbe szállították. Itt anyaszült meztelenre vetkőztették őket, és leborotválták a szőrzetüket. Két hét múlva továbbvitték Donbaszra, a doni szénmedencébe, majd egy másfél hónapos újabb szállítással a szibériai Tajset elosztólágerbe került. Útközben maláriát kapott, de tífuszra gyanakodtak, ezért kopaszra nyírták és kininnel kezelték. A gyógyulása után a bratszki lágerbe vitték vasútvonalat építeni, később Zajarszkba mentek: a 400 kilométeres távot gyalog tették meg két hét alatt. 1948-ban az egyik jóindulatú őr segítségével tudott hírt adni magáról a családjának, addig nem tudták, hogy mi van vele.
Napi tizenkét órát dolgoztatták nehéz fizikai munkával az útépítéstől a kőbányászásig és a fairtásig. Latrinát kellett üríteniük lapáttal, télen csákánnyal. Egy konzervdoboznyi vízzel mosakodtak, télen a hóban. Naponta hetvenöt deka élelmet kaptak. Az éhezéstől és a piszoktól tojás nagyságú gennyes daganatok keletkeztek a lábai között. Tüzelőjük nem mindig volt, ilyenkor csak a pufajka védte a hidegtől, ezen viselte „J-322” azonosítószámát.
Sztálin halála után, 1953 júniusában a magyar foglyokat visszaszállították Lembergre, hogy hazajöhessenek, de Rákosi Mátyás hónapokig nem akarta átvenni őket. Végül november végén értek Magyarországra, ahol Radvánszky Károly akkori belügyminiszter-helyettes megfenyegette őket: „Ha bárkinek beszélnek a múltról, akkor ugyanott találják magunkat, ahol voltak!”

## Történelmi háttér
Magyarország szovjet megszállását a „felszabadulás ünnepének” nevezték a kommunisták, és a Magyar Népköztársaság állami ünnepe volt 1950-től 1989-ig. Az ünnepnapot április 4-ére tették, mivel az akkori hivatalos álláspont szerint 1945-ben ezen a napon hagyta el Magyarország területét Nemesmedvesnél az utolsó német katona az előrenyomuló szovjet csapatok elől visszavonulva.
Április 4-én a szovjet 6. gárda-harckocsihadsereg, a 4., 9. gárdahadsereg és a 46. hadsereg megkezdte Bécs ostromát. Április 4. után, Nemesmedves szovjet elfoglalását követően a visszavonuló német-magyar alakulatok közigazgatásilag önálló magyar községet már nem tartottak, de magyar területeket még igen, a hadműveletek során április 11-én, még magyar területen a Pinkamindszent községhez tartozó Dénes- és Kapuy-majort a németek feladták és a 104. szovjet lövészhadtest 93. lövészhadosztályának egységei vették birtokukba. Ezzel a szovjet hadsereg számára lezárult Magyarország területének elfoglalása.
A háborúban győztes nyugati hatalmak és a Szovjetunió vezetői Ausztriánál húzták meg a választóvonalat Kelet és Nyugat között. A Szovjetunió és Magyarország közötti 1947-es békeszerződés kimondta, hogy a szovjet erők mindaddig az országban maradhatnak, amíg Ausztriában is állomásoznak csapataik.
A Szovjetunió ilymódon jogot nyert arra, hogy Magyarországon fegyveres erőt tarthasson, ami az 1950-es évek elején négy hadosztálynyi haderő volt. A közlekedési utak biztosítását szolgáló két lövészhadosztály mellett egy-egy vadászrepülő- és vadászbombázó hadosztály állomásozott Magyarországon. A magyar hadsereg létszáma 1947. április 15-én mindössze 14 219 fő volt.
A Német Birodalom kapitulációját követően sem a Szövetséges Ellenőrző Bizottság, sem a politikai pártok nem kívántak magyar katonai jelenlétet Budapesten, illetve a magyar nagyvárosokban.
A nemzetiszocialista Németország megszálló katonáinak kiűzése és a nyilaskeresztes hatalom megdöntése egyben Magyarország szovjet megszállásának kezdete is volt, hiszen a hatalmas anyagi károk és emberveszteségek után az ország életét a szovjet megszállás megnehezítette és az ország lakosságának nagy része számára a háború borzalmait maga a szovjet hadsereg tevékenysége jelentette.

### A Gulag
Gulag (oroszul: ГУЛаг: Главное управление исправительно-трудовых лагерей Glavnoje upravlenyije iszpravityelno-trudovih lagerej, azaz ’Javítómunka-táborok Főigazgatósága’) kifejezés alatt a sztálini Szovjetunió egészét behálózó kényszermunkatábor-rendszert értjük. (A Szovjetunió határain kívül egyedül Mongóliában működött a Gulag szervezetéhez tartozó munkatábor.) A táborokban a sztálini politika bel- és külföldi ellenzőit, hadifoglyokat, más ürüggyel (pl. „kulákság”) vagy véletlenszerűen elhurcolt polgári lakosokat kemény fizikai munkára fogták, napi 10–12 órát dolgoztatták őket, miközben élelem- és egészségügyi ellátásukról alig gondoskodtak.
Jelentős különbség volt e két lágerrendszer esetében, hogy a foglyok odakerülése között komoly eltérés volt. Míg a GULAG büntetőlágereinek rabjait egyenként, személyre szóló, és többnyire koholt vádakra alapozott bírósági ítéletek alapján hurcolták el, addig a GUPVI lágerekbe tömegesen szállították az embereket kényszermunkatáborokba, lényegtelennek tartva azok személyének kilétét.
Magyarországról körülbelül 700 000 embert deportáltak a Gulag vagy GUPVI táboraiba, közülük 300 000 meghalt a rabság során.

## Szakértők, közreműködők
- Dr. Kovács Emőke (történész)

## Szereplők
- Botos József
- Horváth Attila
- Kovács Emőke
- Kunt Gergely
- Nagy Ádám
- Nagy Nikolett
- Pető Andrea
- Pintér Jolán
- Skrabski Fruzsina
- Tapolyai Emőke
- Csifó Dorina (narrátor)
- Gulás Fanni (narrátor)
- Lamboni Anna (narrátor)
- Orosz Csenge (narrátor)

## Stáblista
- Koch Simon (hangnérnök)
- Belovári Tibor (hangnérnök)
- Kiss Sándor (operatőr)
- Kiss Soma (operatőr)
- Mónus Zoltán (operatőr)
- Sznák Ádám (operatőr):
- Novák Tamás (dramaturg)
- Antal Szabolcs (mozis vágó)
- Novák Tamás (mozis vágó)
- Kiss Sándor (filmes vágó)
- Janovics Zoltán (gyártásvezető)
- Boros Zsófia (rendezőasszisztens)
- Magyar Eszter Csenge (rendezőasszisztens):
- Horváth Nóra (zene)
- Rákócza Richárd (zene)
- [Pamu] (zene)
- Szentgáli György (zene)
- Gombossy Tünde (stáb)
- Kálazy Zsuzsa (stáb)
- Skrabski Fruzsina (rendező)
- Kiss Sándor (rendező)
- Skrabski Fruzsina (producer)
- Fortepan (archív felvételek)
- MTVA Archívum (archív felvételek)
- Pintér Jolán és A Gulág Alapítvány (külön köszönet)
- Becsengetünk Produkció Kft. (gyártó cég)

## Díjak
- Simfest (Románia) Rejtett Történelem különdíj
- WRPN Women International Film Festival (USA) kiemelkedő kiválóság díj